# Субетнос
Субе́тнос — за теорією Льва Гумільова - етнічна одиниця в структурі етносу, що займає проміжне становище між мікроетнічною одиницею (людиною, родиною, консорцією — носіями етнічності) та етносом, існування якої пов'язано з усвідомленням групових особливостей тих або інших компонентів культури.
Субетнічні утворення формуються на базі конвіксій — достатньо усталених груп людей, позначених єдністю побуту та родинними зв'язками, котрі, у свою чергу, виростають з консорцій — недостатньо ще стійких утворень, але об'єднаних однією історичною долею. До числа консорцій (досл. – "об'єднаних долею") можна віднести дружини, банди, артілі, гуртки, секти, ватаги, ехи. Усталені консорції перетворюються на конвіксії (прикладом чого можуть бути (чумацтво, козацтво та ін.), а уцілілі конвіксії — на субетноси (скажімо черкаси, севрюки, козаки, русини). Терміни введені Л. Гумільовим і поза пострадянським простором не використовуються. 
Субетноси становлять головну етноутворювальну одиницю, призначення якої — підтримувати шляхом внутрішньоетнічного неантагоністичного суперництва етнічну цілісність, особливо необхідну на такій стадії етногенезу, як зародження етносу. Існує закономірність: спрощення етнічної структури до одного субетносу призводить до деградації етносу або ж до його руйнації, у той же час надмірне ускладнення етнічної структури веде до певної сепарації частини субетносів та етнографічних груп. Прикладом останнього процесу можуть бути черкаси і севрюки, що розчинилися в українському етносі в XVII—XVIII ст.

## Джерело
- Етнічний довідник. У 3-х частинах. Гол.ред. Євтух В. Б. / Ч.1. Поняття та терміни. — Київ: , 1996